# Mora (Toledo)
Mora este un oraș din Spania, situat în provincia Toledo din comunitatea autonomă Castilia-La Mancha. Are o populație de 10.072 de locuitori.
1. ↑  Nomenclátor Geográfico de Municipios y Entidades de Población (20240402 edition)
2. ↑   https://www.abc.es/toledo/ciudad/20150504/abci-bravo-hemos-dado-mucho-201505032059.html, accesat în 18 noiembrie 2019 Lipsește sau este vid: |title= (ajutor)